# Maarten Steendam
Maarten Steendam (Arnhem, 20 september 1979) is een Nederlandse nieuwslezer en presentator. Sinds maart 2020 is hij een van de vaste gezichten van Hart van Nederland op SBS6. Hij presenteert het programma van maandag tot en met donderdag.
Steendam begint zijn loopbaan in 1994 als vrijwilliger bij een jongerenprogramma van de lokale omroep van De Bilt, op 13-jarige leeftijd. Na de middelbare school krijgt hij in 2000 de kans om als redacteur te beginnen bij Radio M Utrecht, de regionale radiozender van Utrecht. Bij RTV Utrecht leert hij vervolgens nieuwslezen en presenteren.
In 2013 maakt hij de overstap naar De Telegraaf, waar hij online te zien is via de site, de apps en het YouTube-kanaal van de krant. Vanaf 2017 is hij daarnaast af en toe te horen als nieuwslezer, onder andere in Somertijd op Radio 10, bij Giel Beelen op Radio Veronica en als de vaste vervanger van Henk Blok in Evers Staat Op op Radio 538.
Begin 2020 maakt Talpa bekend dat Steendam de eerste mannelijke presentator wordt van Hart van Nederland. Door de coronacrisis die kort daarna uitbreekt maakt hij echter eerst een praatprogramma met deskundigen en gasten uit het land. Eind 2022 is hij als sidekick van Wendy van Dijk te zien in De Grote Gezondheidsquiz. In 2025 vervangt hij tijdelijk Art Rooijakkers in Nieuws van de Dag. In hetzelfde jaar presenteert Steendam het eenmalige Bizarre Erfenissen, over de Habbo-zaak.
Steendam is ook auteur. Zijn eigen ervaringen met schulden leidden in 2006 tot een boek en later tot een wekelijkse rubriek over geldzaken in Panorama. Ook is hij als corrector betrokken bij een reeks boeken van besparingsdeskundige Marieke Henselmans.

## Programma's
- U Vandaag, RTV Utrecht (2007-2013)

- Telegraaf TV, De Telegraaf (2013-2019)

- In het Hart van Nederland, SBS6 (2020)

- Hart van Nederland, SBS6 (2020-heden)

- Shownieuws (invaller), SBS6 (2021-2022)

- De Grote Gezondheidsquiz, SBS6 (2022)

- Nieuws van de Dag, SBS6/De Telegraaf (2025)

- Bizarre erfenissen, SBS6 (2025)

## Kandidaat
- De kwis met ballen VIPS, SBS6 (mei 2025)

- Code van Coppens: De wraak van de Belgen, SBS6 (mei 2025)

## Privé
- Steendam is getrouwd en werd in 2018 vader van een dochter.

## Trivia
- Steendam speelde als figurant een zombie in de film New Kids Nitro uit 2011.

- In 2017 wijdde Koefnoen een hele aflevering aan een video met Steendam (Owen Schumacher) en Jan Uriot (Paul Groot)[7].